# 56-я гвардейская танковая бригада
56-я гвардейская танковая Васильковско-Шепетовская ордена Ленина Краснознамённая, орденов Суворова и Кутузова бригада — гвардейская танковая бригада Красной армии ВС СССР в годы Великой Отечественной войны.
Условное наименование — войсковая часть полевая почта (в/ч пп) № 09357.
Сокращённое наименование — 56 гв. тбр.

## История формирования
Бригада была сформирована на основании директивы Генерального штаба КА № 723499 от 15 февраля 1942 года в городе Иваново Московского военного округа, как 195-я танковая бригада. Формирование бригады проходило в период с 24 марта по 15 мая 1942 года, по штатам № 010/345 — 010/352. 25 марта на формирование бригады был обращён 129-й отдельный танковый батальон.
В 1943 году бригаде были приданы 20 танков Т-34 с экипажами из танковой колонны «Приморский комсомолец».
Приказом НКО СССР № 0404 от 26 июля 1943 года 15-й танковый корпус был преобразован в 7-й гвардейский танковый корпус, входившей в него 195-й танковой бригаде также было присвоено почётное звание «Гвардейская». Новый войсковой № 56-я гвардейская танковая бригада был присвоен директивой Генерального штаба КА № Орг/3/138087 от 15 августа 1943 года.

## Участие в боевых действиях
Период вхождения в действующую армию: 26 июля 1943 года — 14 августа 1943 года, 10 сентября 1943 года — 6 сентября 1944 года, 28 октября 1944 года — 11 мая 1945 года.

## Состав
при переформировании в гвардейскую по штатам № 010/270 — 010/277:
- Управление бригады (штат № 010/270)
- 424-й отдельный танковый батальон (штат № 010/271)[8]
- 425-й отдельный танковый батальон (штат № 010/272)[9]
- Мотострелково-пулемётный батальон (штат № 010/273)
- Истребительно-противотанковая батарея (штат № 010/274)
- Рота управления (штат № 010/275)
- Рота технического обеспечения (штат № 010/276)
- Медико-санитарный взвод (штат № 010/277)
- Рота ПТР (штат № 010/375)
- Зенитно-пулемётная рота (штат № 010/451)

Директивой ГШ КА № орг/3/2464 от 19 июля 1944 года переведена на штаты № 010/500 — 010/506:
- Управление бригады (штат № 010/500)
- 1-й отдельный танковый батальон (штат № 010/501) (до 16.05.1944 424-й отб)
- 2-й отдельный танковый батальон (штат № 010/501) (до 16.05.1944 425-й отб)
- 3-й отдельный танковый батальон (штат № 010/501)
- Моторизованный батальон автоматчиков (штат № 010/502)
- Зенитно-пулемётная рота (штат № 010/503)
- Рота управления (штат № 010/504)
- Рота технического обеспечения (штат № 010/505)
- Медсанвзвод (штат № 010/506)

## В составе
| Подчинение     | Подчинение            | Подчинение                     | Подчинение                      | Подчинение |
| Дата           | Фронт (военный округ) | Армия                          | Корпус                          | Примечания |
| -------------- | --------------------- | ------------------------------ | ------------------------------- | ---------- |
| 1.08.1943 года | Центральный фронт     | 3-я гвардейская танковая армия | 7-й гвардейский танковый корпус | -          |
| 1.09.1943 года | Резерв Ставки ВГК     | 3-я гвардейская танковая армия | 7-й гвардейский танковый корпус | -          |
| 1.10.1943 года | Воронежский фронт     | 3-я гвардейская танковая армия | 7-й гвардейский танковый корпус | -          |
| 1.11.1943 года | 1-й Украинский фронт  | 3-я гвардейская танковая армия | 7-й гвардейский танковый корпус | -          |
| 1.12.1943 года | 1-й Украинский фронт  | 3-я гвардейская танковая армия | 7-й гвардейский танковый корпус | -          |
| 1.01.1944 года | 1-й Украинский фронт  | 3-я гвардейская танковая армия | 7-й гвардейский танковый корпус | -          |
| 1.02.1944 года | 1-й Украинский фронт  | 3-я гвардейская танковая армия | 7-й гвардейский танковый корпус | -          |
| 1.03.1944 года | 1-й Украинский фронт  | 3-я гвардейская танковая армия | 7-й гвардейский танковый корпус | -          |
| 1.04.1944 года | 1-й Украинский фронт  | 3-я гвардейская танковая армия | 7-й гвардейский танковый корпус | -          |
| 1.05.1944 года | 1-й Украинский фронт  | 3-я гвардейская танковая армия | 7-й гвардейский танковый корпус | -          |
| 1.06.1944 года | 1-й Украинский фронт  | 3-я гвардейская танковая армия | 7-й гвардейский танковый корпус | -          |
| 1.07.1944 года | 1-й Украинский фронт  | 3-я гвардейская танковая армия | 7-й гвардейский танковый корпус | -          |
| 1.08.1944 года | 1-й Украинский фронт  | 3-я гвардейская танковая армия | 7-й гвардейский танковый корпус | -          |
| 1.09.1944 года | 1-й Украинский фронт  | 3-я гвардейская танковая армия | 7-й гвардейский танковый корпус | -          |
| 1.10.1944 года | Резерв Ставки ВГК     | 3-я гвардейская танковая армия | 7-й гвардейский танковый корпус | -          |
| 1.11.1944 года | 1-й Украинский фронт  | 3-я гвардейская танковая армия | 7-й гвардейский танковый корпус | -          |
| 1.12.1944 года | 1-й Украинский фронт  | 3-я гвардейская танковая армия | 7-й гвардейский танковый корпус | -          |
| 1.01.1945 года | 1-й Украинский фронт  | 3-я гвардейская танковая армия | 7-й гвардейский танковый корпус | -          |
| 1.02.1945 года | 1-й Украинский фронт  | 3-я гвардейская танковая армия | 7-й гвардейский танковый корпус | -          |
| 1.03.1945 года | 1-й Украинский фронт  | 3-я гвардейская танковая армия | 7-й гвардейский танковый корпус | -          |
| 1.04.1945 года | 1-й Украинский фронт  | 3-я гвардейская танковая армия | 7-й гвардейский танковый корпус | -          |
| 1.05.1945 года | 1-й Украинский фронт  | 3-я гвардейская танковая армия | 7-й гвардейский танковый корпус | -          |

## Командование бригады

### Командиры бригады
- Болдырев, Валериан Абрамович (26.07.1943 — 04.08.1943), гвардии подполковник[4];
- Колесников, Семён Гаврилович (04.08.1943 — 24.08.1943), гвардии подполковник (ИД);
- Малик, Трофим Фёдорович[12] (08.1943 — 06.11.1943), гвардии подполковник (ранен 6.11.1943);
- Щерба, Александр Алексеевич (06.11.1943 — 13.11.1943), гвардии подполковник (ВРИД);
- Гусев, Василий Георгиевич[13] (14.11.1943 — 09.01.1944), гвардии подполковник (умер от ран 10.01.1944);
- Смирнов Н. В. (09.01.1944 — 14.01.1944), гвардии подполковник (ВРИД);
- Новохатько, Михаил Степанович (15.01.1944 — 15.03.1944), гвардии полковник;
- Слюсаренко, Захар Карпович (16.03.1944 — 19.01.1945), гвардии полковник[14][15] (выбыл по ранению);
- Бизер, Михаил Львович (19.01.1945 — 01.02.1945), гвардии подполковник (ВРИД);
- Юрченко, Пётр Фомич (01.02.1945 — 11.02.1945), гвардии полковник (ВРИД)[16];
- Слюсаренко Захар Карпович (11.02.1945 — 24.06.1945), гвардии полковник

### Заместители командира бригады по строевой части
- Щерба Александр Алексеевич (08.1943 — 06.11.1943), гвардии подполковник;
- Смирнов Н. В. (1943—1944), гвардии подполковник;
- Бизер Михаил Львович (1944 — 12.02.1945), гвардии майор, гвардии подполковник[16] (погиб 12.02.1945);
- Рой Павел Яковлевич (02.1945 — 24.06.1945), гвардии подполковник

### Начальники штаба бригады
- Привалов Фёдор Михеевич (26.07.1943 — 22.08.1943), майор;
- Латин Василий Васильевич (22.08.1943 — 27.08.1943), капитан;
- Метелёв Василий Петрович (27.08.1943 — 28.01.1944), гвардии майор;
- Пучков (28.01.1944 — 04.03.1944), гвардии майор;
- Матусевич (04.03.1944 — 19.04.1944), гвардии подполковник;
- Зицер Семён Ильич (20.04.1944 — 22.12.1944), гвардии майор, гвардии подполковник;
- Савин Алексей Иванович (22.12.1944 — 24.06.1945), гвардии майор, гвардии подполковник[17][16]

### Начальники политотдела, заместители командира по политической части
- Болдырев Валериан Абрамович (26.07.1943 — 31.12.1943), гвардии подполковник;
- Зарапин Александр Яковлевич (31.12.1943 — 22.01.1944), гвардии подполковник;
- Болдырев Валериан Абрамович (22.01.1944 — 28.09.1944), гвардии подполковник;
- Большов Максим Маркович (28.09.1944 — 24.06.1945), гвардии подполковник[18]

## Отличившиеся воины
13 воинов бригады были удостоены звания Героя Советского Союза, а Слюсаренко Захар Карпович — дважды:
|  | Антонов Иван Васильевич      | механик-водитель танка Т-34 425-го танкового батальона                         | гвардии | 10.01.1944            | погиб в бою 6 ноября 1943 года, похоронен на месте последнего боя, в посёлке Глеваха                              |
|  | Балицкий Леонид Маркович     | механик-водитель танка Т-34 424-го танкового батальона                         | гвардии | 10.01.1944            | |
|  | Белов Николай Максимович     | командир танковой роты 424-го танкового батальона                              | гвардии | 10.01.1944            | |
|  | Вольватенко Иван Кириллович  | командир 2-й танковой роты Т-34 425-го танкового батальона                     | гвардии | 10.01.1944            | |
|  | Кормишин Иван Григорьевич    | командир танковой роты                                                         | гвардии | 27.06.1945            | скоропостижно скончался 10 июля 1945 года, похоронен в польском городе Болеславец                                 |
|  | Кругликов Никита Кононович   | командир танкового взвода Т-34 424-го танкового батальона                      | гвардии | 10.01.1944            | 8 декабря 1943 года погиб в бою у села Меделевка Житомирской области, где и похоронен                             |
|  | Макеев Сергей Фёдорович      | командир танкового взвода Т-34 424-го танкового батальона                      | гвардии | 10.01.1944            | 1 января 1944 года в бою за село Троянов Житомирской области ворвался на танке в колонну врага и погиб в этом бою |
|  | Метелёв Василий Петрович     | начальник штаба бригады                                                        | гвардии | 10.01.1944            | |
|  | Митрофаненков Иван Осипович  | заместитель командира моторизованного батальона автоматчиков по строевой части | гвардии | 23.09.1944            | 23 августа 1944 года пропал без вести в боях на Висле                                                             |
|  | Николаев Владимир Николаевич | заместитель командира 1-го танкового батальона по строевой части               | гвардии | 23.09.1944            | погиб 30 октября 1944 года, похоронен на Холме Славы во Львове                                                    |
|  | Пичугин Иван Яковлевич       | командир танковой роты 3-го танкового батальона                                | гвардии | 10.04.1945            | |
|  | Слюсаренко Захар Карпович    | командир бригады                                                               | гвардии | 23.09.1944 31.05.1945 | |
|  | Шамсутдинов Гали Нуруллович  | командир танковой роты                                                         | гвардии | 23.09.1944            | погиб 22 июля 1944 года у хутора Гамулец, похоронен в селе Воля-Гомулецкая Жолковского района Львовской области   |

## Награды и наименования
| Награда (наименование)                | Дата награждения                                                                | За что получена |
| ------------------------------------- | ------------------------------------------------------------------------------- | --- |
| Почётное звание «Гвардейская»         | присвоено приказом Народного комиссара обороны СССР № 0404 от 26 июля 1943 года | за проявленную отвагу в боях за Отечество с немецкими захватчиками, за стойкость, мужество, дисциплину и организованность, за героизм личного состава                            |
| Почётное наименование «Шепетовская»   | присвоено приказом Верховного главнокомандующего № 033 от 17 февраля 1944 года  | за отличия в боях за освобождение города Шепетовка |
| Почётное наименование «Васильковская» | присвоено приказом Народного комиссара обороны СССР № 051 от 10 марта 1944 года | за отличия в боях с немецкими захватчиками за освобождение города Васильков, форсирование р. Днепр и действия под Перекопом                                                      |
| Орден Ленина                          | награждена указом Президиума Верховного Совета СССР от 4 июня 1945 года         | за образцовое выполнение заданий командования в боях с немецкими захватчиками при овладении столицей Германии городом Берлин и проявленные при этом доблесть и мужество          |
| Орден Красного Знамени                | награждена указом Президиума Верховного Совета СССР от 19 марта 1944 года       | за образцовое выполнение заданий командования в боях за освобождение городов Староконстантинова, Изяславля, Шумска, Ямполя, Острополя и проявленные при этом доблесть и мужество |
| Орден Суворова II степени             | награждена указом Президиума Верховного Совета СССР от 10 августа 1944 года     | за образцовое выполнение заданий командования в боях с немецкими захватчиками, за овладение городом Львов и проявленные при этом доблесть и мужество                             |
| Орден Кутузова II степени             | награждена указом Президиума Верховного Совета СССР от 19 февраля 1945 года     | за образцовое выполнение заданий командования в боях с немецкими захватчиками, за вторжение в немецкую Силезию и проявленные при этом доблесть и мужество                        |

## Послевоенная история
10 июля 1945 года, в соответствии с директивой Ставки Верховного Главнокомандования № 11096 от 29 мая 1945 года, 56-я гвардейская танковая бригада, в составе 7-го гвардейского танкового корпуса вошла в Центральную группу войск.
24 июня 1945 года, на основании приказа НКО СССР № 0013 от 10 июня 1945 года, 56-я гвардейская танковая бригада была преобразована в 56-й гвардейский танковый Васильковско-Шепетовский ордена Ленина Краснознамённый орденов Суворова и Кутузова полк (в/ч 58404) 7-й гвардейской танковой Киевско-Берлинской ордена Ленина дважды Краснознамённой ордена Суворова дивизии (в/ч 58391) 3-й гвардейской танковой армии.
Весной 1946 года 3-я гвардейская танковая армия была преобразована в 3-ю гвардейскую механизированную армию, в ноябре того же года была свёрнута в 3-ю отдельную гвардейскую кадровую танковую дивизию. В связи с этим 7-я гвардейская танковая дивизия была свёрнута в 7-й гвардейский кадровый танковый полк, а входящий в неё 56-й гвардейский танковый полк — в 56-й гвардейский кадровый танковый батальон.
Весной 1947 года 3-я отдельная гвардейская кадровая танковая дивизия была передана в состав Группы советских оккупационных войск в Германии. В августе 1949 года 7-й гвардейский кадровый танковый полк был развёрнут в дивизию, 56-й гвардейский кадровый танковый батальон в полк, с местом дислокации город Цербст. 29 апреля 1957 года 3-я гвардейская механизированная армия была переформирована в 18-ю гвардейскую общевойсковую армию, в августе 1964 года управление армии было выведено в Алма-Ату.
В 1968 году, в ходе операции «Дунай», 56-й гвардейский танковый полк в составе 7-й гвардейской танковой дивизии был передан в 1-ю гвардейскую танковую армию.
В начале 80-х годов 56-й гвардейский танковый полк в составе 7-й гвардейской танковой дивизии был передан в 3-ю общевойсковую Краснознамённую армию.
В июле 1990 года 56-й гвардейский танковый полк в составе 7-й гвардейской танковой дивизии был выведен в город Пирятин Киевского военного округа, где дивизия была преобразована в 4214-ю базу хранения вооружения и техники, а полк расформирован.